# Pieve di Gallarate
La pieve di Gallarate o pieve della Beata Vergine Assunta di Gallarate (in latino Plebis Gallaratensis) era il nome di un'antica pieve dell'arcidiocesi di Milano e del Ducato di Milano con capopieve a Gallarate.
Oggi il suo ex territorio ricade sotto il decanato di Gallarate e comprende 20 parrocchie. La patrona è ancora oggi la Beata Vergine Assunta a cui è dedicata la chiesa prepositurale di Gallarate.

## Storia
Anche se le prime notizie certe che ci pervengono circa la costituzione della pieve di Gallarate risalgono al XIII secolo, si ha ragione di credere che la canonica fosse stata istituita tra X e XI secolo e nel 1398 essa contava diciotto canonici oltre al prevosto, dato che viene rilevato anche nel 1564. Nel 1583 vi venne eretta una coadiutorìa.
Anche qui, da dopo il Concilio di Trento, venne costituito un vicariato che affiancò di fatto le funzioni della pieve, il che però segnò l'inesorabile inizio della decadenza della struttura plebana gallaratese, che già all'epoca della visita del cardinale Giuseppe Pozzobonelli, contava dodici canonici oltre al prevosto che riuscivano a sopperire alle esigenze religiose della metà degli abitanti effettivi della sola città di Gallarate.
La pieve di Gallarate assunse parallele funzioni civili come strumento di controllo amministrativo locale del Milanese. Tra il 1786 e il 1791 fu parte della transitoria Provincia di Varese. Se la pieve civile fu soppressa da Napoleone nel 1797 sostituendola con effimeri distretti, quella religiosa continuò fino al 1972 quando fu soppressa con decreto dell'arcivescovo di Milano Colombo. Essa aveva al tempo un'area di 91,55 km² e una popolazione di 109.844 abitanti, compresa la parrocchia di Premezzo creata nel 1897 e poi quella di Tornavento.
La chiesa prepositurale è al civico 6 di Piazza Libertà.

## Territorio
Nella seconda metà del XVIII secolo, il territorio della pieve era così suddiviso:
| Pieve civile                         | Pieve ecclesiastica                                                                                   |
| Comune di Gallarate                  | Parrocchia prepositurale della Beata Vergine Assunta                                                  |
| Comune di Albizzate                  | Parrocchia di Sant'Alessandro                                                                         |
| Comune di Arnate                     | Parrocchia dei Santi Nazaro e Celso                                                                   |
| Comune di Besnate                    | Parrocchia di San Martino vescovo                                                                     |
| Comune di Bolladello                 | Parrocchia di Sant'Ambrogio                                                                           |
| Comune di Busto Arsizio              | -- |
| Comune di Cajello Comune di Premezzo | Parrocchia di Sant'Eusebio vescovo                                                                    |
| Comune di Cardano                    | Parrocchia di Sant'Anastasio al Campo                                                                 |
| Comune di Cassano Magnago            | Parrocchia di San Giulio Parrocchia di Santa Maria del Cerro                                          |
| Comune di Cassina Verghera           | Parrocchia di San Macario                                                                             |
| Comune di Cedrate                    | Parrocchia di San Giorgio                                                                             |
| Comune di Crenna                     | Parrocchia di San Zenone                                                                              |
| Comune di Ferno                      | Parrocchia dei Santi Martino e Antonio abate Parrocchia della Purificazione di Maria Vergine al Manzo |
| Comune di Jerago                     | Parrocchia di San Giorgio                                                                             |
| Comune di Oggiona con Santo Stefano  | Parrocchia di Santo Stefano protomartire                                                              |
| Comune di Orago con Cavaria          | Parrocchia di San Giovanni Battista in Orago Parrocchia dei Santi Quirico e Giulitta in Cavaria       |
| Comune di Peveranza                  | Parrocchia di Santa Maria Assunta                                                                     |
| Comune di Samarate con Costa         | Parrocchia della Santissima Trinità                                                                   |
| Comune di Solbiate sull'Arno         | Parrocchia di San Maurizio                                                                            |
| --                                   | Parrocchia di Sant'Ambrogio                                                                           |